# Mont-le-Vignoble
Mont-le-Vignoble är en kommun i departementet Meurthe-et-Moselle i regionen Grand Est (tidigare regionen Lorraine) i nordöstra Frankrike. Kommunen ligger i kantonen Toul-Sud som tillhör arrondissementet Toul. År 2022 hade Mont-le-Vignoble 415 invånare.

## Befolkningsutveckling
Antalet invånare i kommunen Mont-le-Vignoble
| Referens: INSEE |